# Liste der portugiesischen Botschafter in Madagaskar
Die Liste der portugiesischen Botschafter in Madagaskar listet die Botschafter der Republik Portugal in Madagaskar auf. Die Länder unterhalten seit der madagassischen Unabhängigkeit 1960 direkte diplomatische Beziehungen, die auf die Ankunft der Portugiesischen Entdecker als erste Europäer im heutigen Madagaskar ab dem Jahr 1500 zurückgehen.
Der erste Botschafter Portugals akkreditierte sich 1960 in der madagassischen Hauptstadt Antananarivo, als Geschäftsträger der neu eröffneten portugiesischen Botschaft dort. 1963 schloss Portugal seine Vertretung wieder, danach gehörte Madagaskar zum Amtsbezirk des Portugiesischen Botschafter in Mosambik, der in Antananarivo zweitakkreditiert wurde. Seit 2003 ist der portugiesischen Vertreters in Südafrika für Madagaskar zuständig (Stand 2019).
In der madagassischen Hauptstadt Antananarivo ist ein Honorarkonsulat Portugals eingerichtet.

## Missionschefs
| Name                                     | Bild       | Amtszeit                             | Anmerkungen                                                                       |
| Madagaskar                               | Madagaskar | Madagaskar                           | Madagaskar                                                                        |
| ---------------------------------------- | ---------- | ------------------------------------ | --------------------------------------------------------------------------------- |
| João Carlos Lopes Cardoso Freitas Cruz   |            | 5. September 1960 –25. November 1962 | Geschäftsträger am Amtssitz Antananarivo, am 20. September 1960 akkreditiert      |
| Fernando José Reino                      |            | 25. November 1962 –24. August 1963   | Geschäftsträger am Amtssitz Antananarivo, am 28. Dezember 1962 akkreditiert       |
| José César Paulouro das Neves            |            | ab 1984                              | Botschafter mit Amtssitz Maputo, am 27. April 1984 in Antananarivo akkreditiert   |
| Manuel Lopes da Costa                    |            | ab 1994                              | Botschafter mit Amtssitz Maputo, am 25. Februar 1994 in Antananarivo akkreditiert |
| Rui Gonçalo Chaves de Brito e Cunha      |            | ab 1996                              | Botschafter mit Amtssitz Maputo, am 20. August 1996 in Antananarivo akkreditiert  |
| António Taveira da Cunha Valente         |            | ab 1999                              | Botschafter mit Amtssitz Maputo, am 26. August 1999 in Antananarivo akkreditiert  |
| Paulo Couto Barbosa                      |            | ab 2003                              | Botschafter mit Amtssitz Pretoria                                                 |
| João Nugent Ramos Pinto                  |            | ab 2009                              | Botschafter mit Amtssitz Pretoria                                                 |
| António Ricoca Freire                    |            | ab 2012                              | Botschafter mit Amtssitz Pretoria                                                 |
| Manuel Maria Camacho Cansado de Carvalho |            | seit 16. Dezember 2017               | Botschafter mit Amtssitz Pretoria                                                 |